# Esteban II de Blois
Esteban II de Blois, de nombre completo Esteban Enrique, II conde de Blois (c. 1045-19 de mayo de 1102), en francés Étienne Henri, fue conde de Blois y de Chartres, hijo de Teobaldo III de Blois, también conde de Blois. Se casó con Adela de Normandía, una de las hijas de Guillermo I de Inglaterra, alrededor del año 1080 en Chartres.
Esteban II fue uno de los líderes de la Primera Cruzada, y es conocido por haber escrito cartas de carácter muy entusiasta a su esposa Adela, en las que hacía referencia al progreso de la cruzada. Retornó a casa en 1098, antes de que concluyera el largo asedio de Antioquía y sin haber cumplido su voto cruzado de llegar a Jerusalén. Fue presionado por Adela para realizar un segundo peregrinaje, por lo que se unió a la Cruzada de 1101, de menor entidad que la anterior, junto con otros que también habían regresado a casa antes de la finalización de la primera. En 1102, Esteban murió en combate, durante la batalla de Ramla, a la edad de cincuenta y siete años.

## Descendencia
Fue padre de:
- Guillermo de Blois (n. 1081 - m. 1150), quien tenía una discapacidad mental, fue desheredado en favor de su siguiente hermano, siendo creado señor de Sully por su matrimonio; casado con Inés, heredera del señorío de Sully.
- Inés de Blois (n. 1086 - m. ?), casada con Hugo le Pusiet (n.1088-m.1150).
- Leonor de Blois (n. 1090 - m. 1147), casada con Ralf I de Vermandois,(n.1085-m.1152) -el matrimonio es anulado en 1141-.
- Lithuise (Adela) de Blois (n. 1092 - m. 1118), casada con Milón de Montlhéry, vizconde de Troyes (m.1118) -el matrimonio es anulado en 1113-.
- Teobaldo IV de Blois (n. 2.4.1093 - m. Lagny-sur-Marne 10.1.1152), apodado "el Grande", fue el sucesor de su padre en los condados de Blois, Chartres, Châteaudun, Sancerre y de Meaux; casado con Matilde de Carintia (n.1108-m.1160), entre sus descendientes se encuentran los reyes de Chipre, Jerusalén, Navarra, y Francia.
- Maud (Lucy) de Blois (n. 1095 - m. ahogada durante el naufragio del barco "Le Blanche-Neuf", en Barfleur, Normandía, 25.11.1120), casada con Ricardo de Avranches, conde de Chester (n.1094-m.ahogado junto a su esposa, 25.11.1120).
- Esteban de Blois (n. 1096 - m. Dover 25.10.1154), rey de Inglaterra a la muerte de su tío en 1135.
- Enrique de Blois (n. 1099 - m. 1.7.1171), obispo de Winchester.
- Alicia de Blois (n. 1100 - m. 1145), casada con Renaud de Joigny.
- Odón de Blois (n. 1102 - m. 1107).

## Genealogía simplificada de Esteban II de Blois
: Rey de Inglaterra

 : Conde de Blois

 : Conde de Troyes ou de Meaux, luego de Champaña

 : Conde de Tours
|                               |                               |                               |                               |                               |                               |                  |                  |                    |                    |                    |                    |                    |                    |                  |                  |                       |                       |                       |                       |                       |                       |                      |                      |                        |                        |                        |                        |                        |                        |                    |                    |                   |                   |                       |                       |                       |                       |                       |                       |                                |                                |                                |                                |                                |                                |                     |                     |                          |                          |                          |                          |                          |                          |                           |                           |                           |                           |                           |                           |                       |                       |                            |                            |                            |                            |                            |                            |                       |                       |                         |                         |                         |                         |                         |                         |                       |                       |                         |                         |                         |                         |                         |                         |                    |                    |  |  |                       |                       |                          |                          |                          |                          |                          |                          |                      |                      |                      |                      |                      |                      |  |  |  |  |  |  |  |  |  |  |  |  |  |  |  |  |  |  |  |  |  |  |  |  |  |  |  |  |  |  |  |  |  |  |  |  |  |  |  |  |  |  |  |  |  |  |  |  |
|                               |                               |                               |                               |                               |                               |                  |                  |                    |                    |                    |                    | Odón II de Blois   | Odón II de Blois   | Odón II de Blois | Odón II de Blois | Odón II de Blois      | Odón II de Blois      |                       |                       |                       |                       |                      |                      | Ermengarda de Auvernia | Ermengarda de Auvernia | Ermengarda de Auvernia | Ermengarda de Auvernia | Ermengarda de Auvernia | Ermengarda de Auvernia |                    |                    |                   |                   |                       |                       |                       |                       |                       |                       |                                |                                | Herberto I de Maine            | Herberto I de Maine            | Herberto I de Maine            | Herberto I de Maine            | Herberto I de Maine | Herberto I de Maine |                          |                          | Roberto I de Normandía   | Roberto I de Normandía   | Roberto I de Normandía   | Roberto I de Normandía   | Roberto I de Normandía    | Roberto I de Normandía    |                           |                           | Arlette de Falaise        | Arlette de Falaise        | Arlette de Falaise    | Arlette de Falaise    | Arlette de Falaise         | Arlette de Falaise         |                            |                            | Balduino V de Flandes      | Balduino V de Flandes      | Balduino V de Flandes | Balduino V de Flandes | Balduino V de Flandes   | Balduino V de Flandes   |                         |                         |                         |                         |                       |                       |                         |                         |                         |                         |                         |                         |                    |                    |  |  |                       |                       |                          |                          |                          |                          |                          |                          |                      |                      |                      |                      |                      |                      |  |  |  |  |  |  |  |  |  |  |  |  |  |  |  |  |  |  |  |  |  |  |  |  |  |  |  |  |  |  |  |  |  |  |  |  |  |  |  |  |  |  |  |  |  |  |  |  |
|                               |                               |                               |                               |                               |                               |                  |                  |                    |                    |                    |                    | Odón II de Blois   | Odón II de Blois   | Odón II de Blois | Odón II de Blois | Odón II de Blois      | Odón II de Blois      |                       |                       |                       |                       |                      |                      | Ermengarda de Auvernia | Ermengarda de Auvernia | Ermengarda de Auvernia | Ermengarda de Auvernia | Ermengarda de Auvernia | Ermengarda de Auvernia |                    |                    |                   |                   |                       |                       |                       |                       |                       |                       |                                |                                | Herberto I de Maine            | Herberto I de Maine            | Herberto I de Maine            | Herberto I de Maine            | Herberto I de Maine | Herberto I de Maine |                          |                          | Roberto I de Normandía   | Roberto I de Normandía   | Roberto I de Normandía   | Roberto I de Normandía   | Roberto I de Normandía    | Roberto I de Normandía    |                           |                           | Arlette de Falaise        | Arlette de Falaise        | Arlette de Falaise    | Arlette de Falaise    | Arlette de Falaise         | Arlette de Falaise         |                            |                            | Balduino V de Flandes      | Balduino V de Flandes      | Balduino V de Flandes | Balduino V de Flandes | Balduino V de Flandes   | Balduino V de Flandes   |                         |                         |                         |                         |                       |                       |                         |                         |                         |                         |                         |                         |                    |                    |  |  |                       |                       |                          |                          |                          |                          |                          |                          |                      |                      |                      |                      |                      |                      |  |  |  |  |  |  |  |  |  |  |  |  |  |  |  |  |  |  |  |  |  |  |  |  |  |  |  |  |  |  |  |  |  |  |  |  |  |  |  |  |  |  |  |  |  |  |  |  |
|                               |                               |                               |                               |                               |                               |                  |                  |                    |                    |                    |                    |                    |                    |                  |                  |                       |                       |                       |                       |                       |                       |                      |                      |                        |                        |                        |                        |                        |                        |                    |                    |                   |                   |                       |                       |                       |                       |                       |                       |                                |                                |                                |                                |                                |                                |                     |                     |                          |                          |                          |                          |                          |                          |                           |                           |                           |                           |                           |                           |                       |                       |                            |                            |                            |                            |                            |                            |                       |                       |                         |                         |                         |                         |                         |                         |                       |                       |                         |                         |                         |                         |                         |                         |                    |                    |  |  |                       |                       |                          |                          |                          |                          |                          |                          |                      |                      |                      |                      |                      |                      |  |  |  |  |  |  |  |  |  |  |  |  |  |  |  |  |  |  |  |  |  |  |  |  |  |  |  |  |  |  |  |  |  |  |  |  |  |  |  |  |  |  |  |  |  |  |  |  |
|                               |                               |                               |                               |                               |                               |                  |                  |                    |                    |                    |                    |                    |                    |                  |                  |                       |                       |                       |                       |                       |                       |                      |                      |                        |                        |                        |                        |                        |                        |                    |                    |                   |                   |                       |                       |                       |                       |                       |                       |                                |                                |                                |                                |                                |                                |                     |                     |                          |                          |                          |                          |                          |                          |                           |                           |                           |                           |                           |                           |                       |                       |                            |                            |                            |                            |                            |                            |                       |                       |                         |                         |                         |                         |                         |                         |                       |                       |                         |                         |                         |                         |                         |                         |                    |                    |  |  |                       |                       |                          |                          |                          |                          |                          |                          |                      |                      |                      |                      |                      |                      |  |  |  |  |  |  |  |  |  |  |  |  |  |  |  |  |  |  |  |  |  |  |  |  |  |  |  |  |  |  |  |  |  |  |  |  |  |  |  |  |  |  |  |  |  |  |  |  |
|                               |                               |                               |                               |                               |                               |                  |                  |                    |                    |                    |                    |                    |                    |                  |                  |                       |                       |                       |                       |                       |                       |                      |                      |                        |                        |                        |                        |                        |                        |                    |                    |                   |                   |                       |                       |                       |                       |                       |                       |                                |                                |                                |                                |                                |                                |                     |                     |                          |                          |                          |                          |                          |                          |                           |                           |                           |                           |                           |                           |                       |                       |                            |                            |                            |                            |                            |                            |                       |                       |                         |                         |                         |                         |                         |                         |                       |                       |                         |                         |                         |                         |                         |                         |                    |                    |  |  |                       |                       |                          |                          |                          |                          |                          |                          |                      |                      |                      |                      |                      |                      |  |  |  |  |  |  |  |  |  |  |  |  |  |  |  |  |  |  |  |  |  |  |  |  |  |  |  |  |  |  |  |  |  |  |  |  |  |  |  |  |  |  |  |  |  |  |  |  |
|                               |                               |                               |                               |                               |                               |                  |                  |                    |                    |                    |                    |                    |                    |                  |                  |                       |                       |                       |                       |                       |                       |                      |                      |                        |                        |                        |                        |                        |                        |                    |                    |                   |                   |                       |                       |                       |                       |                       |                       |                                |                                |                                |                                |                                |                                |                     |                     |                          |                          |                          |                          |                          |                          |                           |                           |                           |                           |                           |                           |                       |                       |                            |                            |                            |                            |                            |                            |                       |                       |                         |                         |                         |                         |                         |                         |                       |                       |                         |                         |                         |                         |                         |                         |                    |                    |  |  |                       |                       |                          |                          |                          |                          |                          |                          |                      |                      |                      |                      |                      |                      |  |  |  |  |  |  |  |  |  |  |  |  |  |  |  |  |  |  |  |  |  |  |  |  |  |  |  |  |  |  |  |  |  |  |  |  |  |  |  |  |  |  |  |  |  |  |  |  |
|                               |                               | Almodis de Blois              | Almodis de Blois              | Almodis de Blois              | Almodis de Blois              | Almodis de Blois | Almodis de Blois |                    |                    | Berta de Blois     | Berta de Blois     | Berta de Blois     | Berta de Blois     | Berta de Blois   | Berta de Blois   |                       |                       | Esteban II de Troyes  | Esteban II de Troyes  | Esteban II de Troyes  | Esteban II de Troyes  | Esteban II de Troyes | Esteban II de Troyes |                        |                        | Adela de Valois        | Adela de Valois        | Adela de Valois        | Adela de Valois        | Adela de Valois    | Adela de Valois    |                   |                   | Teobaldo III de Blois | Teobaldo III de Blois | Teobaldo III de Blois | Teobaldo III de Blois | Teobaldo III de Blois | Teobaldo III de Blois |                                |                                | Gersenda de Maine              | Gersenda de Maine              | Gersenda de Maine              | Gersenda de Maine              | Gersenda de Maine   | Gersenda de Maine   |                          |                          |                          |                          |                          |                          | Guillermo I de Inglaterra | Guillermo I de Inglaterra | Guillermo I de Inglaterra | Guillermo I de Inglaterra | Guillermo I de Inglaterra | Guillermo I de Inglaterra |                       |                       |                            |                            |                            |                            | Matilde de Flandes         | Matilde de Flandes         | Matilde de Flandes    | Matilde de Flandes    | Matilde de Flandes      | Matilde de Flandes      |                         |                         |                         |                         |                       |                       |                         |                         |                         |                         |                         |                         |                    |                    |  |  |                       |                       |                          |                          |                          |                          |                          |                          |                      |                      |                      |                      |                      |                      |  |  |  |  |  |  |  |  |  |  |  |  |  |  |  |  |  |  |  |  |  |  |  |  |  |  |  |  |  |  |  |  |  |  |  |  |  |  |  |  |  |  |  |  |  |  |  |  |
|                               |                               | Almodis de Blois              | Almodis de Blois              | Almodis de Blois              | Almodis de Blois              | Almodis de Blois | Almodis de Blois |                    |                    | Berta de Blois     | Berta de Blois     | Berta de Blois     | Berta de Blois     | Berta de Blois   | Berta de Blois   |                       |                       | Esteban II de Troyes  | Esteban II de Troyes  | Esteban II de Troyes  | Esteban II de Troyes  | Esteban II de Troyes | Esteban II de Troyes |                        |                        | Adela de Valois        | Adela de Valois        | Adela de Valois        | Adela de Valois        | Adela de Valois    | Adela de Valois    |                   |                   | Teobaldo III de Blois | Teobaldo III de Blois | Teobaldo III de Blois | Teobaldo III de Blois | Teobaldo III de Blois | Teobaldo III de Blois |                                |                                | Gersenda de Maine              | Gersenda de Maine              | Gersenda de Maine              | Gersenda de Maine              | Gersenda de Maine   | Gersenda de Maine   |                          |                          |                          |                          |                          |                          | Guillermo I de Inglaterra | Guillermo I de Inglaterra | Guillermo I de Inglaterra | Guillermo I de Inglaterra | Guillermo I de Inglaterra | Guillermo I de Inglaterra |                       |                       |                            |                            |                            |                            | Matilde de Flandes         | Matilde de Flandes         | Matilde de Flandes    | Matilde de Flandes    | Matilde de Flandes      | Matilde de Flandes      |                         |                         |                         |                         |                       |                       |                         |                         |                         |                         |                         |                         |                    |                    |  |  |                       |                       |                          |                          |                          |                          |                          |                          |                      |                      |                      |                      |                      |                      |  |  |  |  |  |  |  |  |  |  |  |  |  |  |  |  |  |  |  |  |  |  |  |  |  |  |  |  |  |  |  |  |  |  |  |  |  |  |  |  |  |  |  |  |  |  |  |  |
|                               |                               |                               |                               |                               |                               |                  |                  |                    |                    |                    |                    |                    |                    |                  |                  |                       |                       |                       |                       |                       |                       |                      |                      |                        |                        |                        |                        |                        |                        |                    |                    |                   |                   |                       |                       |                       |                       |                       |                       |                                |                                |                                |                                |                                |                                |                     |                     |                          |                          |                          |                          |                          |                          |                           |                           |                           |                           |                           |                           |                       |                       |                            |                            |                            |                            |                            |                            |                       |                       |                         |                         |                         |                         |                         |                         |                       |                       |                         |                         |                         |                         |                         |                         |                    |                    |  |  |                       |                       |                          |                          |                          |                          |                          |                          |                      |                      |                      |                      |                      |                      |  |  |  |  |  |  |  |  |  |  |  |  |  |  |  |  |  |  |  |  |  |  |  |  |  |  |  |  |  |  |  |  |  |  |  |  |  |  |  |  |  |  |  |  |  |  |  |  |
|                               |                               |                               |                               |                               |                               |                  |                  |                    |                    |                    |                    |                    |                    |                  |                  |                       |                       |                       |                       |                       |                       |                      |                      |                        |                        |                        |                        |                        |                        |                    |                    |                   |                   |                       |                       |                       |                       |                       |                       |                                |                                |                                |                                |                                |                                |                     |                     |                          |                          |                          |                          |                          |                          |                           |                           |                           |                           |                           |                           |                       |                       |                            |                            |                            |                            |                            |                            |                       |                       |                         |                         |                         |                         |                         |                         |                       |                       |                         |                         |                         |                         |                         |                         |                    |                    |  |  |                       |                       |                          |                          |                          |                          |                          |                          |                      |                      |                      |                      |                      |                      |  |  |  |  |  |  |  |  |  |  |  |  |  |  |  |  |  |  |  |  |  |  |  |  |  |  |  |  |  |  |  |  |  |  |  |  |  |  |  |  |  |  |  |  |  |  |  |  |
|                               |                               |                               |                               |                               |                               |                  |                  |                    |                    |                    |                    |                    |                    |                  |                  |                       |                       |                       |                       |                       |                       |                      |                      |                        |                        |                        |                        |                        |                        |                    |                    |                   |                   |                       |                       |                       |                       |                       |                       |                                |                                |                                |                                |                                |                                |                     |                     |                          |                          |                          |                          |                          |                          |                           |                           |                           |                           |                           |                           |                       |                       |                            |                            |                            |                            |                            |                            |                       |                       |                         |                         |                         |                         |                         |                         |                       |                       |                         |                         |                         |                         |                         |                         |                    |                    |  |  |                       |                       |                          |                          |                          |                          |                          |                          |                      |                      |                      |                      |                      |                      |  |  |  |  |  |  |  |  |  |  |  |  |  |  |  |  |  |  |  |  |  |  |  |  |  |  |  |  |  |  |  |  |  |  |  |  |  |  |  |  |  |  |  |  |  |  |  |  |
|                               |                               |                               |                               |                               |                               |                  |                  |                    |                    |                    |                    |                    |                    |                  |                  |                       |                       |                       |                       |                       |                       |                      |                      |                        |                        |                        |                        |                        |                        |                    |                    |                   |                   |                       |                       |                       |                       |                       |                       |                                |                                |                                |                                |                                |                                |                     |                     |                          |                          |                          |                          |                          |                          |                           |                           |                           |                           |                           |                           |                       |                       |                            |                            |                            |                            |                            |                            |                       |                       |                         |                         |                         |                         |                         |                         |                       |                       |                         |                         |                         |                         |                         |                         |                    |                    |  |  |                       |                       |                          |                          |                          |                          |                          |                          |                      |                      |                      |                      |                      |                      |  |  |  |  |  |  |  |  |  |  |  |  |  |  |  |  |  |  |  |  |  |  |  |  |  |  |  |  |  |  |  |  |  |  |  |  |  |  |  |  |  |  |  |  |  |  |  |  |
|                               |                               |                               |                               |                               |                               |                  |                  |                    |                    | Felipe de Blois    | Felipe de Blois    | Felipe de Blois    | Felipe de Blois    | Felipe de Blois  | Felipe de Blois  |                       |                       | Odón III de Troyes    | Odón III de Troyes    | Odón III de Troyes    | Odón III de Troyes    | Odón III de Troyes   | Odón III de Troyes   |                        |                        | Hugo I de Champaña     | Hugo I de Champaña     | Hugo I de Champaña     | Hugo I de Champaña     | Hugo I de Champaña | Hugo I de Champaña |                   |                   |                       |                       |                       |                       | Esteban Enrique       | Esteban Enrique       | Esteban Enrique                | Esteban Enrique                | Esteban Enrique                | Esteban Enrique                |                                |                                |                     |                     |                          |                          |                          |                          |                          |                          | Adela de Normandía        | Adela de Normandía        | Adela de Normandía        | Adela de Normandía        | Adela de Normandía        | Adela de Normandía        |                       |                       | Guillermo II de Inglaterra | Guillermo II de Inglaterra | Guillermo II de Inglaterra | Guillermo II de Inglaterra | Guillermo II de Inglaterra | Guillermo II de Inglaterra |                       |                       | Roberto II de Normandía | Roberto II de Normandía | Roberto II de Normandía | Roberto II de Normandía | Roberto II de Normandía | Roberto II de Normandía |                       |                       | Enrique I de Inglaterra | Enrique I de Inglaterra | Enrique I de Inglaterra | Enrique I de Inglaterra | Enrique I de Inglaterra | Enrique I de Inglaterra |                    |                    |  |  |                       |                       | Matilde de Escocia       | Matilde de Escocia       | Matilde de Escocia       | Matilde de Escocia       | Matilde de Escocia       | Matilde de Escocia       |                      |                      |                      |                      |                      |                      |  |  |  |  |  |  |  |  |  |  |  |  |  |  |  |  |  |  |  |  |  |  |  |  |  |  |  |  |  |  |  |  |  |  |  |  |  |  |  |  |  |  |  |  |  |  |  |  |
|                               |                               |                               |                               |                               |                               |                  |                  |                    |                    | Felipe de Blois    | Felipe de Blois    | Felipe de Blois    | Felipe de Blois    | Felipe de Blois  | Felipe de Blois  |                       |                       | Odón III de Troyes    | Odón III de Troyes    | Odón III de Troyes    | Odón III de Troyes    | Odón III de Troyes   | Odón III de Troyes   |                        |                        | Hugo I de Champaña     | Hugo I de Champaña     | Hugo I de Champaña     | Hugo I de Champaña     | Hugo I de Champaña | Hugo I de Champaña |                   |                   |                       |                       |                       |                       | Esteban Enrique       | Esteban Enrique       | Esteban Enrique                | Esteban Enrique                | Esteban Enrique                | Esteban Enrique                |                                |                                |                     |                     |                          |                          |                          |                          |                          |                          | Adela de Normandía        | Adela de Normandía        | Adela de Normandía        | Adela de Normandía        | Adela de Normandía        | Adela de Normandía        |                       |                       | Guillermo II de Inglaterra | Guillermo II de Inglaterra | Guillermo II de Inglaterra | Guillermo II de Inglaterra | Guillermo II de Inglaterra | Guillermo II de Inglaterra |                       |                       | Roberto II de Normandía | Roberto II de Normandía | Roberto II de Normandía | Roberto II de Normandía | Roberto II de Normandía | Roberto II de Normandía |                       |                       | Enrique I de Inglaterra | Enrique I de Inglaterra | Enrique I de Inglaterra | Enrique I de Inglaterra | Enrique I de Inglaterra | Enrique I de Inglaterra |                    |                    |  |  |                       |                       | Matilde de Escocia       | Matilde de Escocia       | Matilde de Escocia       | Matilde de Escocia       | Matilde de Escocia       | Matilde de Escocia       |                      |                      |                      |                      |                      |                      |  |  |  |  |  |  |  |  |  |  |  |  |  |  |  |  |  |  |  |  |  |  |  |  |  |  |  |  |  |  |  |  |  |  |  |  |  |  |  |  |  |  |  |  |  |  |  |  |
|                               |                               |                               |                               |                               |                               |                  |                  |                    |                    |                    |                    |                    |                    |                  |                  |                       |                       |                       |                       |                       |                       |                      |                      |                        |                        |                        |                        |                        |                        |                    |                    |                   |                   |                       |                       |                       |                       |                       |                       |                                |                                |                                |                                |                                |                                |                     |                     |                          |                          |                          |                          |                          |                          |                           |                           |                           |                           |                           |                           |                       |                       |                            |                            |                            |                            |                            |                            |                       |                       |                         |                         |                         |                         |                         |                         |                       |                       |                         |                         |                         |                         |                         |                         |                    |                    |  |  |                       |                       |                          |                          |                          |                          |                          |                          |                      |                      |                      |                      |                      |                      |  |  |  |  |  |  |  |  |  |  |  |  |  |  |  |  |  |  |  |  |  |  |  |  |  |  |  |  |  |  |  |  |  |  |  |  |  |  |  |  |  |  |  |  |  |  |  |  |
|                               |                               |                               |                               |                               |                               |                  |                  |                    |                    |                    |                    |                    |                    |                  |                  |                       |                       |                       |                       |                       |                       |                      |                      |                        |                        |                        |                        |                        |                        |                    |                    |                   |                   |                       |                       |                       |                       |                       |                       |                                |                                |                                |                                |                                |                                |                     |                     |                          |                          |                          |                          |                          |                          |                           |                           |                           |                           |                           |                           |                       |                       |                            |                            |                            |                            |                            |                            |                       |                       |                         |                         |                         |                         |                         |                         |                       |                       |                         |                         |                         |                         |                         |                         |                    |                    |  |  |                       |                       |                          |                          |                          |                          |                          |                          |                      |                      |                      |                      |                      |                      |  |  |  |  |  |  |  |  |  |  |  |  |  |  |  |  |  |  |  |  |  |  |  |  |  |  |  |  |  |  |  |  |  |  |  |  |  |  |  |  |  |  |  |  |  |  |  |  |
|                               |                               |                               |                               |                               |                               |                  |                  |                    |                    |                    |                    |                    |                    |                  |                  |                       |                       |                       |                       |                       |                       |                      |                      |                        |                        |                        |                        |                        |                        |                    |                    |                   |                   |                       |                       |                       |                       |                       |                       |                                |                                |                                |                                |                                |                                |                     |                     |                          |                          |                          |                          |                          |                          |                           |                           |                           |                           |                           |                           |                       |                       |                            |                            |                            |                            |                            |                            |                       |                       |                         |                         |                         |                         |                         |                         |                       |                       |                         |                         |                         |                         |                         |                         |                    |                    |  |  |                       |                       |                          |                          |                          |                          |                          |                          |                      |                      |                      |                      |                      |                      |  |  |  |  |  |  |  |  |  |  |  |  |  |  |  |  |  |  |  |  |  |  |  |  |  |  |  |  |  |  |  |  |  |  |  |  |  |  |  |  |  |  |  |  |  |  |  |  |
|                               |                               |                               |                               |                               |                               |                  |                  |                    |                    |                    |                    |                    |                    |                  |                  |                       |                       |                       |                       |                       |                       |                      |                      |                        |                        |                        |                        |                        |                        |                    |                    |                   |                   |                       |                       |                       |                       |                       |                       |                                |                                |                                |                                |                                |                                |                     |                     |                          |                          |                          |                          |                          |                          |                           |                           |                           |                           |                           |                           |                       |                       |                            |                            |                            |                            |                            |                            |                       |                       |                         |                         |                         |                         |                         |                         |                       |                       |                         |                         |                         |                         |                         |                         |                    |                    |  |  |                       |                       |                          |                          |                          |                          |                          |                          |                      |                      |                      |                      |                      |                      |  |  |  |  |  |  |  |  |  |  |  |  |  |  |  |  |  |  |  |  |  |  |  |  |  |  |  |  |  |  |  |  |  |  |  |  |  |  |  |  |  |  |  |  |  |  |  |  |
| Inés de Sully                 | Inés de Sully                 | Inés de Sully                 | Inés de Sully                 | Inés de Sully                 | Inés de Sully                 |                  |                  | Guillermo de Sully | Guillermo de Sully | Guillermo de Sully | Guillermo de Sully | Guillermo de Sully | Guillermo de Sully |                  |                  | Teobaldo IV de Blois  | Teobaldo IV de Blois  | Teobaldo IV de Blois  | Teobaldo IV de Blois  | Teobaldo IV de Blois  | Teobaldo IV de Blois  |                      |                      | Matilde de Carintia    | Matilde de Carintia    | Matilde de Carintia    | Matilde de Carintia    | Matilde de Carintia    | Matilde de Carintia    |                    |                    | Odón              | Odón              | Odón                  | Odón                  | Odón                  | Odón                  |                       |                       | Lucia-Mahaut de Blois          | Lucia-Mahaut de Blois          | Lucia-Mahaut de Blois          | Lucia-Mahaut de Blois          | Lucia-Mahaut de Blois          | Lucia-Mahaut de Blois          |                     |                     | Esteban de Inglaterra    | Esteban de Inglaterra    | Esteban de Inglaterra    | Esteban de Inglaterra    | Esteban de Inglaterra    | Esteban de Inglaterra    |                           |                           | Matilde I de Boulogne     | Matilde I de Boulogne     | Matilde I de Boulogne     | Matilde I de Boulogne     | Matilde I de Boulogne | Matilde I de Boulogne |                            |                            | Gilette de Champaña        | Gilette de Champaña        | Gilette de Champaña        | Gilette de Champaña        | Gilette de Champaña   | Gilette de Champaña   |                         |                         | Enrique de Winchester   | Enrique de Winchester   | Enrique de Winchester   | Enrique de Winchester   | Enrique de Winchester | Enrique de Winchester |                         |                         | Leonor de Champaña      | Leonor de Champaña      | Leonor de Champaña      | Leonor de Champaña      | Leonor de Champaña | Leonor de Champaña |  |  | Matilde de Inglaterra | Matilde de Inglaterra | Matilde de Inglaterra    | Matilde de Inglaterra    | Matilde de Inglaterra    | Matilde de Inglaterra    |                          |                          | Godofredo V de Anjou | Godofredo V de Anjou | Godofredo V de Anjou | Godofredo V de Anjou | Godofredo V de Anjou | Godofredo V de Anjou |  |  |  |  |  |  |  |  |  |  |  |  |  |  |  |  |  |  |  |  |  |  |  |  |  |  |  |  |  |  |  |  |  |  |  |  |  |  |  |  |  |  |  |  |  |  |  |  |
| Inés de Sully                 | Inés de Sully                 | Inés de Sully                 | Inés de Sully                 | Inés de Sully                 | Inés de Sully                 |                  |                  | Guillermo de Sully | Guillermo de Sully | Guillermo de Sully | Guillermo de Sully | Guillermo de Sully | Guillermo de Sully |                  |                  | Teobaldo IV de Blois  | Teobaldo IV de Blois  | Teobaldo IV de Blois  | Teobaldo IV de Blois  | Teobaldo IV de Blois  | Teobaldo IV de Blois  |                      |                      | Matilde de Carintia    | Matilde de Carintia    | Matilde de Carintia    | Matilde de Carintia    | Matilde de Carintia    | Matilde de Carintia    |                    |                    | Odón              | Odón              | Odón                  | Odón                  | Odón                  | Odón                  |                       |                       | Lucia-Mahaut de Blois          | Lucia-Mahaut de Blois          | Lucia-Mahaut de Blois          | Lucia-Mahaut de Blois          | Lucia-Mahaut de Blois          | Lucia-Mahaut de Blois          |                     |                     | Esteban de Inglaterra    | Esteban de Inglaterra    | Esteban de Inglaterra    | Esteban de Inglaterra    | Esteban de Inglaterra    | Esteban de Inglaterra    |                           |                           | Matilde I de Boulogne     | Matilde I de Boulogne     | Matilde I de Boulogne     | Matilde I de Boulogne     | Matilde I de Boulogne | Matilde I de Boulogne |                            |                            | Gilette de Champaña        | Gilette de Champaña        | Gilette de Champaña        | Gilette de Champaña        | Gilette de Champaña   | Gilette de Champaña   |                         |                         | Enrique de Winchester   | Enrique de Winchester   | Enrique de Winchester   | Enrique de Winchester   | Enrique de Winchester | Enrique de Winchester |                         |                         | Leonor de Champaña      | Leonor de Champaña      | Leonor de Champaña      | Leonor de Champaña      | Leonor de Champaña | Leonor de Champaña |  |  | Matilde de Inglaterra | Matilde de Inglaterra | Matilde de Inglaterra    | Matilde de Inglaterra    | Matilde de Inglaterra    | Matilde de Inglaterra    |                          |                          | Godofredo V de Anjou | Godofredo V de Anjou | Godofredo V de Anjou | Godofredo V de Anjou | Godofredo V de Anjou | Godofredo V de Anjou |  |  |  |  |  |  |  |  |  |  |  |  |  |  |  |  |  |  |  |  |  |  |  |  |  |  |  |  |  |  |  |  |  |  |  |  |  |  |  |  |  |  |  |  |  |  |  |  |
|                               |                               |                               |                               |                               |                               |                  |                  |                    |                    |                    |                    |                    |                    |                  |                  |                       |                       |                       |                       |                       |                       |                      |                      |                        |                        |                        |                        |                        |                        |                    |                    |                   |                   |                       |                       |                       |                       |                       |                       |                                |                                |                                |                                |                                |                                |                     |                     |                          |                          |                          |                          |                          |                          |                           |                           |                           |                           |                           |                           |                       |                       |                            |                            |                            |                            |                            |                            |                       |                       |                         |                         |                         |                         |                         |                         |                       |                       |                         |                         |                         |                         |                         |                         |                    |                    |  |  |                       |                       |                          |                          |                          |                          |                          |                          |                      |                      |                      |                      |                      |                      |  |  |  |  |  |  |  |  |  |  |  |  |  |  |  |  |  |  |  |  |  |  |  |  |  |  |  |  |  |  |  |  |  |  |  |  |  |  |  |  |  |  |  |  |  |  |  |  |
|                               |                               |                               |                               |                               |                               |                  |                  |                    |                    |                    |                    |                    |                    |                  |                  |                       |                       |                       |                       |                       |                       |                      |                      |                        |                        |                        |                        |                        |                        |                    |                    |                   |                   |                       |                       |                       |                       |                       |                       |                                |                                |                                |                                |                                |                                |                     |                     |                          |                          |                          |                          |                          |                          |                           |                           |                           |                           |                           |                           |                       |                       |                            |                            |                            |                            |                            |                            |                       |                       |                         |                         |                         |                         |                         |                         |                       |                       |                         |                         |                         |                         |                         |                         |                    |                    |  |  |                       |                       |                          |                          |                          |                          |                          |                          |                      |                      |                      |                      |                      |                      |  |  |  |  |  |  |  |  |  |  |  |  |  |  |  |  |  |  |  |  |  |  |  |  |  |  |  |  |  |  |  |  |  |  |  |  |  |  |  |  |  |  |  |  |  |  |  |  |
| Odón-Arquimbaldo III de Sully | Odón-Arquimbaldo III de Sully | Odón-Arquimbaldo III de Sully | Odón-Arquimbaldo III de Sully | Odón-Arquimbaldo III de Sully | Odón-Arquimbaldo III de Sully |                  |                  | Margarita de Sully | Margarita de Sully | Margarita de Sully | Margarita de Sully | Margarita de Sully | Margarita de Sully |                  |                  | Enrique I de Champaña | Enrique I de Champaña | Enrique I de Champaña | Enrique I de Champaña | Enrique I de Champaña | Enrique I de Champaña |                      |                      | Teobaldo V de Blois    | Teobaldo V de Blois    | Teobaldo V de Blois    | Teobaldo V de Blois    | Teobaldo V de Blois    | Teobaldo V de Blois    |                    |                    | Adela de Champaña | Adela de Champaña | Adela de Champaña     | Adela de Champaña     | Adela de Champaña     | Adela de Champaña     |                       |                       | Guillermo de las Blancas Manos | Guillermo de las Blancas Manos | Guillermo de las Blancas Manos | Guillermo de las Blancas Manos | Guillermo de las Blancas Manos | Guillermo de las Blancas Manos |                     |                     | Eustaquio IV de Boulogne | Eustaquio IV de Boulogne | Eustaquio IV de Boulogne | Eustaquio IV de Boulogne | Eustaquio IV de Boulogne | Eustaquio IV de Boulogne |                           |                           | María de Boulogne         | María de Boulogne         | María de Boulogne         | María de Boulogne         | María de Boulogne     | María de Boulogne     |                            |                            |                            |                            |                            |                            |                       |                       |                         |                         |                         |                         |                         |                         |                       |                       |                         |                         |                         |                         |                         |                         |                    |                    |  |  |                       |                       | Enrique II de Inglaterra | Enrique II de Inglaterra | Enrique II de Inglaterra | Enrique II de Inglaterra | Enrique II de Inglaterra | Enrique II de Inglaterra |                      |                      |                      |                      |                      |                      |  |  |  |  |  |  |  |  |  |  |  |  |  |  |  |  |  |  |  |  |  |  |  |  |  |  |  |  |  |  |  |  |  |  |  |  |  |  |  |  |  |  |  |  |  |  |  |  |
| Odón-Arquimbaldo III de Sully | Odón-Arquimbaldo III de Sully | Odón-Arquimbaldo III de Sully | Odón-Arquimbaldo III de Sully | Odón-Arquimbaldo III de Sully | Odón-Arquimbaldo III de Sully |                  |                  | Margarita de Sully | Margarita de Sully | Margarita de Sully | Margarita de Sully | Margarita de Sully | Margarita de Sully |                  |                  | Enrique I de Champaña | Enrique I de Champaña | Enrique I de Champaña | Enrique I de Champaña | Enrique I de Champaña | Enrique I de Champaña |                      |                      | Teobaldo V de Blois    | Teobaldo V de Blois    | Teobaldo V de Blois    | Teobaldo V de Blois    | Teobaldo V de Blois    | Teobaldo V de Blois    |                    |                    | Adela de Champaña | Adela de Champaña | Adela de Champaña     | Adela de Champaña     | Adela de Champaña     | Adela de Champaña     |                       |                       | Guillermo de las Blancas Manos | Guillermo de las Blancas Manos | Guillermo de las Blancas Manos | Guillermo de las Blancas Manos | Guillermo de las Blancas Manos | Guillermo de las Blancas Manos |                     |                     | Eustaquio IV de Boulogne | Eustaquio IV de Boulogne | Eustaquio IV de Boulogne | Eustaquio IV de Boulogne | Eustaquio IV de Boulogne | Eustaquio IV de Boulogne |                           |                           | María de Boulogne         | María de Boulogne         | María de Boulogne         | María de Boulogne         | María de Boulogne     | María de Boulogne     |                            |                            |                            |                            |                            |                            |                       |                       |                         |                         |                         |                         |                         |                         |                       |                       |                         |                         |                         |                         |                         |                         |                    |                    |  |  |                       |                       | Enrique II de Inglaterra | Enrique II de Inglaterra | Enrique II de Inglaterra | Enrique II de Inglaterra | Enrique II de Inglaterra | Enrique II de Inglaterra |                      |                      |                      |                      |                      |                      |  |  |  |  |  |  |  |  |  |  |  |  |  |  |  |  |  |  |  |  |  |  |  |  |  |  |  |  |  |  |  |  |  |  |  |  |  |  |  |  |  |  |  |  |  |  |  |  |

## Sucesiones
| Predecesor: Teobaldo III de Blois | Conde de Blois, Chartres, Châteaudun y Provins 1089-1102 (13 años) | Sucesor: Teobaldo IV de Blois |
| Predecesor: Teobaldo III de Blois | Conde de Meaux 1089-1102 (13 años)                                 | Sucesor: Teobaldo IV de Blois |